# Jean-Paul Moulinot
Jean-Paul Moulinot (30 de junio de 1912 – 3 de diciembre de 1989) fue un actor teatral, cinematográfico y televisivo de nacionalidad francesa, miembro societario de la Comédie-Française. 

## Biografía
Nacido en Ville-d'Avray, Francia, estuvo casado con Elisabeth (Yvette) Hardy (1917-2000), actriz del Teatro Nacional Popular (TNP). Fue compañero de profesión de Jean Vilar, y participó en el primer Festival de Aviñón en 1947. A partir de 1951, año de reapertura del TNP, formó parte del elenco de la compañía, trabajando en la misma en los años en que fue dirigida por Jean Vilar. 
Posteriormente ingresó en la Comédie-Française,  compañía de la cual formó parte hasta su muerte, ocurrida en 1989 en Ville-d'Avray, Francia.

## Carrera e la Comédie-Française
- Ingreso en la Comédie-Française en 1966
- Miembro societario desde 1989

- 1937 : Los negocios son los negocios, de Octave Mirbeau, escenografía de Fernand Ledoux
- 1938 : Cyrano de Bergerac, de Edmond Rostand, escenografía de Pierre Dux
- 1966 : Las mujeres sabias, de Molière, escenografía de Jean Meyer
- 1966 : Le commissaire est bon enfant, de Georges Courteline y Jules Lévy, escenografía de Robert Manuel
- 1967 : Le Jeu de l'amour et du hasard, de Pierre de Marivaux, escenografía de Maurice Escande
- 1967 : El enfermo imaginario, de Molière, escenografía de Robert Manuel
- 1967 : La Commère, de Pierre de Marivaux, escenografía de Michel Duchaussoy
- 1967 : L'Émigré de Brisbane, de Georges Schéhadé, escenografía de Jacques Mauclair
- 1967 : El atolondrado o los contratiempos, de Molière, escenografía de Jean-Paul Roussillon
- 1967 : El médico a palos, de Molière, escenografía de Jean-Paul Roussillon
- 1968 : Le Joueur, de Jean-François Regnard, escenografía de Jean Piat
- 1968 : Ruy Blas, de Victor Hugo, escenografía de Raymond Rouleau
- 1969 : Les Italiens à Paris, de Charles Charras y André Gille a partir de Évariste Gherardi, escenografía de Jean Le Poulain
- 1969 : Port-Royal, de Henry de Montherlant, escenografía de Jean Meyer
- 1970 : Malatesta, de Henry de Montherlant, escenografía de Pierre Dux
- 1970 : El sueño, de August Strindberg, escenografía de Raymond Rouleau
- 1971 : Becket, de Jean Anouilh, escenografía del autor y Roland Piétri
- 1972 : Cyrano de Bergerac, de Edmond Rostand, escenografía de Jacques Charon
- 1972 : Volpone, de Jules Romains y Stefan Zweig, escenografía de Gérard Vergez, Teatro del Odéon
- 1972 : Le Comte Oderland, de Max Frisch, escenografía de Jean-Pierre Miquel, Teatro del Odéon
- 1972 : La Station Champbaudet, de Eugène Labiche et Marc-Michel, escenografía de Jean-Laurent Cochet
- 1973 : El enfermo imaginario, de Molière, escenografía de Jean-Laurent Cochet
- 1973 : Don Juan, de Molière, escenografía de Antoine Bourseiller
- 1973 : Las mujeres sabias, de Molière, escenografía de Jean Piat
- 1973 : La escuela de las mujeres, de Molière, escenografía de Jean-Paul Roussillon
- 1974 : Hernani, de Victor Hugo, escenografía de Robert Hossein
- 1974 : L'Impromptu de Marigny, de Jean Poiret, escenografía de Jacques Charon
- 1975 : Dialogues avec Leuco, de Cesare Pavese, escenografía de Antoine Bourseiller, Teatro del Odéon
- 1976 : Trafic, de Louis Calaferte, escenografía de Jean-Pierre Miquel, Teatro del Odéon
- 1976 : Cyrano de Bergerac, de Edmond Rostand, escenografía de Jean-Paul Roussillon
- 1976 : Lorenzaccio, de Alfred de Musset, escenografía de Franco Zefirelli
- 1977 : Doit-on le dire ?, de Eugène Labiche, escenografía de Jean-Laurent Cochet
- 1978 : La Puce à l'oreille, de Eugène Labiche, escenografía de Jean-Laurent Cochet
- 1979 : Ruy Blas, de Victor Hugo, escenografía de Jacques Destoop
- 1979 : L'Œuf, de Félicien Marceau, escenografía de Jacques Rosny
- 1980 : Simul et singulis, escenografía de Simon Eine, Alain Pralon y Jacques Destoop
- 1981 : La Dame de chez Maxim, de Georges Feydeau, escenografía de Jean-Paul Roussillon
- 1983 : Triptyque, de Max Frisch, escenografía de Roger Blin, Teatro del Odéon
- 1983 : Anfitrión, de Molière, escenografía de Philippe Adrien
- 1984 : Ivanov, de Antón Chéjov, escenografía de Claude Régy
- 1986 : Le Menteur, de Pierre Corneille, escenografía de Alain Françon
- 1986 : El burgués gentilhombre, de Molière, escenografía de Jean-Luc Boutté
- 1986 : Le Menteur, de Pierre Corneille, escenografía de Alain Françon
- 1987 : La Manivelle, de Robert Pinget, escenografía de Jean-Paul Roussillon, Festival de Aviñón
- 1988 : Final de partida, de Samuel Beckett, escenografía de Gildas Bourdet

## Fuera de la Comédie-Française
- 1945 : Tartufo, de Molière, escenografía de Marcel Herrand, Théâtre des Mathurins
- 1946 : Primavera, de Claude Spaak, escenografía de Marcel Herrand, Théâtre des Mathurins
- 1947 : Je vivrai un grand amour, de Steve Passeur, Théâtre des Mathurins
- 1949 : Le Légataire universel, de Jean-François Regnard, escenografía de Georges Douking, Théâtre des Célestins
- 1949 : Héloïse et Abélard, de Roger Vaillant, escenografía de Jean Marchat, Théâtre des Mathurins
- 1950 : Enrique IV, de Luigi Pirandello, escenografía de André Barsacq, Théâtre de l'Atelier
- 1951 : Madre Coraje y sus hijos, de Bertolt Brecht, escenografía de Jean Vilar, Teatro Nacional Popular y Théâtre de la Cité Jardins Suresnes
- 1952 : El avaro, de Molière, escenografía de Jean Vilar, Teatro Nacional Popular, Théâtre de Chaillot y Festival de Aviñón
- 1952 : Lorenzaccio, de Alfred de Musset, escenografía de Gérard Philipe, Teatro Nacional Popular y Festival de Aviñón
- 1956 : Las mujeres sabias, de Molière, escenografía de Jean-Paul Moulinot, Teatro Nacional Popular y Théâtre de Chaillot
- 1956 : Las bodas de Fígaro, de Pierre-Augustin Caron de Beaumarchais, escenografía de Jean Vilar, Teatro Nacional Popular y Festival de Aviñón
- 1956 : Platonov, de Antón Chéjov, escenografía de Jean Vilar, Festival de Burdeos y Teatro Nacional Popular
- 1957 : Las bodas de Fígaro, de Pierre-Augustin Caron de Beaumarchais, escenografía de Jean Vilar, Teatro Nacional Popular y Festival de Aviñón
- 1957 : Enrique IV, de Luigi Pirandello, escenografía de Jean Vilar, Teatro Nacional Popular, Festival de Aviñón y Théâtre de Chaillot
- 1957 : Asesinato en la catedral, de T. S. Eliot, escenografía de Jean Vilar, Teatro Nacional Popular y Festival de Aviñón
- 1958  : Ubú rey, de Alfred Jarry, escenografía de Jean Vilar, Teatro Nacional Popular y Théâtre de Chaillot
- 1958 : Edipo, de André Gide, escenografía de Jean Vilar, Teatro Nacional Popular, Festival de Burdeos y Festival de Aviñón
- 1958  : La escuela de las mujeres, de Molière, escenografía de Georges Wilson, Teatro Nacional Popular y Théâtre de Chaillot
- 1958 : Lorenzaccio, de Alfred de Musset, escenografía de Gérard Philipe, Teatro Nacional Popular y Festival de Aviñón
- 1959 : La Fête du cordonnier, de Michel Vinaver a partir de Thomas Dekker, escenografía de Georges Wilson, Teatro Nacional Popular y Théâtre de Chaillot
- 1959 : Asesinato en la catedral, de T. S. Eliot, escenografía de Jean Vilar, Teatro Nacional Popular y Festival de Aviñón
- 1959 : La Mort de Danton, de Georg Büchner, escenografía de Jean Vilar, Teatro Nacional Popular y Théâtre de Chaillot
- 1959 : Madre Coraje y sus hijos, de Bertolt Brecht, escenografía de Jean Vilar, Teatro Nacional Popular y Festival de Aviñón
- 1960 : Erik XIV, de August Strindberg, escenografía de Jean Vilar, Teatro Nacional Popular, Théâtre de Chaillot y Festival de Aviñón
- 1960 : Madre Coraje y sus hijos, de Bertolt Brecht, escenografía de Jean Vilar, Teatro Nacional Popular y Festival de Aviñón
- 1960 : Ubú rey, de Alfred Jarry, escenografía de Jean Vilar, Teatro Nacional Popular y Théâtre de Chaillot
- 1960 : La resistible ascensión de Arturo Ui, de Bertolt Brecht, escenografía de Jean Vilar y Georges Wilson, Teatro Nacional Popular y Théâtre de Chaillot
- 1960 : Antígona, de Sófocles, escenografía de Jean Vilar, Festival de Aviñón
- 1961 : Antígona, de Sófocles, escenografía de Jean Vilar, Festival de Aviñón
- 1965 : La Seconde Surprise de l'amour, de Pierre de Marivaux, escenografía de Maurice Guillaud, Festival du Marais
- 1966 : El avaro, de Molière, escenografía de Jean Vilar, Festival du Marais Hôtel de Rohan

## Filmografía

### Cine
- 1946 : La Foire aux chimères, de Pierre Chenal
- 1949 : Lady Paname, de Henri Jeanson
- 1949 : Un certain monsieur, de Yves Ciampi
- 1950 : Gunman in the Streets, de Boris Lewin
- 1950 : L'Étrange Madame X, de Jean Grémillon
- 1951 : Identité judiciaire, de Hervé Bromberger
- 1951 : Ma femme est formidable, de André Hunebelle
- 1951 : La Plus Belle Fille du monde, de Christian Stengel
- 1951 : Victor, de Claude Heymann
- 1952 : Monsieur taxi, de André Hunebelle
- 1952 : Le Rideau rouge / Ce soir on joue Macbeth, de André Barsacq
- 1952 : Nous sommes tous des assassins, de André Cayatte
- 1955 : Le Dossier noir, de André Cayatte
- 1957 : Un amour de poche, de Pierre Kast
- 1960 : La Millième Fenêtre, de Robert Ménégoz
- 1962 : Le Diable et les Dix Commandements, de Julien Duvivier
- 1963 : Le Feu follet, de Louis Malle
- 1963 : OSS 117 se déchaîne, de André Hunebelle
- 1963 : La Foire aux cancres, de Louis Daquin
- 1963 : Behold a Pale Horse, de Fred Zinnemann
- 1963 : Rien ne va plus, de Jean Bacqué
- 1963 : Mort, où est ta victoire ?, de Hervé Bromberger
- 1964 : Monsieur, de Jean-Paul Le Chanois
- 1964 : Nick Carter va tout casser, de Henri Decoin
- 1965 : Un milliard dans un billard, de Nicolas Gessner
- 1965 : Lost Command de Mark Robson : De Guyot
- 1966 : Sale temps pour les mouches, de Guy Lefranc
- 1968 : Los cañones de San Sebastián, de Henri Verneuil
- 1968 : Tu seras terriblement gentille, de Dirk Sanders
- 1968 : Sous le signe du taureau, de Gilles Grangier
- 1969 : Une drôle de bourrique / L'âne de Zigliara, de Jean Canolle
- 1971 : Mourir d'aimer, de André Cayatte
- 1973 : El affaire Dominici, de Claude Bernard-Aubert
- 1974 : Impossible... pas français, de Robert Lamoureux
- 1976 : Mado, de Claude Sautet
- 1983 : Svarta Faglar, de Lasse Glomm

### Televisión
- 1950 : Agence Nostradamus, de Claude Barma
- 1959 : La Confession
- 1961 : La caméra explore le temps
- 1961-1962 : Le Théâtre de la jeunesse
- 1962 : La Belle et son fantôme, de Bernard Hecht
- 1962 : L'inspecteur Leclerc enquête, de Jean Laviron
- 1962 : Les Cinq Dernières Minutes, de Pierre Nivollet
- 1963 : Siegfried, de Marcel Cravenne
- 1963 : Commandant X
- 1964 : Rocambole, de Jean-Pierre Decourt
- 1964 : Une fille dans la montagne
- 1964 : La montre en or
- 1965 : Le Roi Lear, de Jean Kerchbron
- 1965 : Sens interdit
- 1965 : Merlusse
- 1966 : Le Chevalier d'Harmental
- 1966 : L'Avare
- 1967 : Saturnin Belloir, de Jacques-Gérard Cornu
- 1967 : Marion Delorme
- 1968 : Princesse Czardas
- 1968 : Le comte Yoster a bien l'honneur
- 1969 : Le distrait
- 1969 : Fortune, de Henri Colpi
- 1970 : Monsieur de Pourceaugnac
- 1971 : Si j'étais vous, de Ange Casta
- 1972 : Ruy Blas
- 1972 : La Station Champbaudet, de Georges Folgoas
- 1973 : La Porteuse de pain
- 1973 : L'étang de la Breure
- 1973 : Marie Dorval
- 1973 : Molière pour rire et pour pleurer, de Marcel Camus
- 1974 : Les Faucheurs de marguerites, de Marcel Camus
- 1974 : L'implantation
- 1974 : Jean Pinot, médecin d'aujourd'hui, de Michel Fermaud
- 1975 : La médecin malgré lui
- 1977 : Madame Ex
- 1977 : Richelieu, de Jean-Pierre Decourt
- 1977 : Lorenzaccio
- 1977 : Ou vont les poissons rouges?
- 1978 : Ce diable d'homme
- 1978 : On ne badine pas avec l'amour
- 1980 : L'œuf
- 1980 : Julien Fontanes, magistrat
- 1980 : Jean-Sans-Terre
- 1982 : La double inconstance
- 1982 : Les Caprices de Marianne
- 1982 : Emmenez-moi au théâtre: Lorsque l'enfant paraît
- 1982 : La démobilisation générale